# Mirror Point
Der Mirror Point (polnisch Przylądek Zwierciadło ‚Kap Spiegel‘) ist eine kleine Landspitze an der Südküste von King George Island im Archipel der Südlichen Shetlandinseln. Sie liegt unterhalb der Ladies Buttresses am Ufer des Ezcurra-Fjord.
Polnische Wissenschaftler benannten sie 1980 in Verbindung mit der Benennung der Ladies Buttresses.